# Juniperus lucayana
El enebro criollo (nombre científico Juniperus lucayana) es un árbol que pertenece a las cupresáceas. Puede llegar a alcanzar 18 metros de altura y presenta unas hojas escamiformes. Se encuentra en algunas zonas de Estados Unidos, Jamaica y Cuba.

## Taxonomía
Juniperus lucayana fue descrita por Nathaniel Lord Britton y publicado en N. Amer. Trees 121. 1908